# Лазерсон, Моисей Яковлевич
Моисей (Максим) Яковлевич Лазерсон (Матасия Зусманович Лазерсон, псевдоним — М. Я. Ларсонс; 20 января 1887, Митава, Курляндская губерния — 1951) — российский правовед и журналист; приват-доцент Санкт-Петербургского университета, социолог.

## Биография
Родился на западе России. Окончил Митавское реальное училище и юридический факультет Санкт-Петербургского университета с серебряной медалью (1910). Учился вместе с С. В. Юшковым.
Печатался в «Утре», «Праве», «Вопросах права», Archiv fur Socialwissenschaft und Sozialpolitik и других. Статьи на тему общей теории и философии права и вопросам государственного права, переводы. Писал также статьи на идише в «Найе цайт», «Ундзер вэг» и других изданиях на идише.
С 1908 г. — помощник присяжного поверенного у О. И. Грузенберга.
В 1914 г. — управляющий делами правления АО Сысертского Горного Округа в Петербурге (крупное горно-промышленное предприятие, имевшее рудники на Урале). В 1916—1917 годах был директором торгового отдела АО Лысьвенского Горного Округа (Шуваловское общество) в Петербурге.
В марте 1917 был избран в Адмиралтейскую районную Думу Петрограда, в июне 1917 как её представитель стал гласным Петроградской городской Думы. Принимал участие в демонстрации в поддержку Всероссийского Учредительного Собрания.
11 апреля 1918 г. был приглашен А. А. Иоффе сопровождать его в Берлин в составе посольства в качестве советника посольства, но отказался, так как не состоял в компартии. В сентябре 1918 был снова приглашен на должность финансового советника посольства в Берлине Крестинским и на этот раз согласился. Однако проработал на этой должности недолго, так как 7 ноября 1918 советское посольство было выслано из Германии.
В начале 1919 работал в Особой Комиссии по ревизии и реорганизации Центротекстиля. В марте 1919 получил командировку в Финляндию вместе с инженером Р. Л. Через Швецию в июне 1919 года приехал в Берлин, где нашёл работу в банковском учреждении. Некоторое время работал в железнодорожной миссии Ю. В. Ломоносова, заказавшего в Швеции крупную партию паровозов.
В 1923—1925 годах — зам. начальника валютного управления Наркомата финансов. Участвовал в сортировке ценностей в Гохране. Вел переговоры о продажах платины, о чеканке советской серебряной монеты на Лондонском монетном дворе, о реализации старинного серебра из Гохрана. В апреле 1925, получив приказание возвращаться в СССР из загранкомандировки, покинул советскую службу, став невозвращенцем.
Во второй половине 1920-х годов жил в Латвии. Депутат Сейма Латвии, лидер еврейской партии Ceire Cion.
С 1939 года преподавал в США в Колумбийском университете. Состоял в общении с П. А. Сорокиным.

## Избранное
- Философия и изображение истории в «Войне и мире» Л. Толстого (СПб, 1910)
- Суд и свобода личности. Рига, 1913.
- Догматика и политика в германском государствоведении. М.,1916.
- Война и международная политика. Пг., 1917.
- К международной постановке еврейского вопроса (СПб, 1917)
- Автономия и федерация (Петроград, 1917)
- Национальность и государственный строй. (Юридико-политический очерк). Пг.,1918.
- Право, правизна и трудовой процесс. Опыт социолого-лингвистического объяснения понятия права. Пг.,1919.
- Право на банальность. Опыт обоснование трудового сионизма. Рига, 1925.
- Общая теория права. Рига,1930.
- На советской службе. Записки спеца. 1930.
- В советском лабиринте. Эпизоды и силуэты. Париж: Стрела, 1932.

## Переводы
- Ю. Гачек. Общее государственное право (пер. с немецкого)[8][9]